# Peggy Webber
Peggy Webber (* 15. September 1925 in Laredo, Texas) ist eine US-amerikanische Schauspielerin und Radioproduzentin.

## Leben
Peggy Webber wurde 1925 als Tochter eines Wildcatters im texanischen Laredo geboren. Bereits im Alter von drei Jahren unterhielt sie an örtlichen Kinos das Publikum während der Pausenzeiten. Die Familie zog bedingt durch den Beruf des Vaters mehrfach um. So verbrachte Webber ihre Kindheit in ihrer Geburtsstadt Laredo, San Antonio, Tucson und Los Angeles. Während ihrer Zeit in Tucson ging sie auf die High Magnet School und besuchte dort eine Schauspielklasse, ehe sie 1942 ihren Schulabschluss machte.
1946 erhielt Webber ihre erste Filmrolle in Her Adventurous Night. Ihre bekannteste Rolle spielte sie zwei Jahre später als Lady Macduff in Orson Welles Adaption von Macbeth – Der Königsmörder. Es folgten weitere Filmauftritte, darunter 1956 eine kleine Nebenrolle in Alfred Hitchcocks Der falsche Mann. Webber trat zudem als Stargast in einer Vielzahl von Fernsehserien auf. Unter anderem war sie über einen Zeitraum von 1952 bis 1970 in insgesamt zwölf Folgen von Polizeibericht zu sehen. In den 1970er und 1980er Jahren folgten Gastauftritte in bekannten Serien wie Die Waltons, Notruf California und Quincy. 2005 beendete Webber ihre Filmkarriere mit einem Auftritt in der Fernsehserie The Inside.
Neben ihrer Schauspielkarriere war Peggy Webber auch als Radioproduzentin tätig, nachdem sie bereits seit dem Alter von zwölf Jahren in Hörspielen mitgewirkt hatte. Im Laufe ihrer Karriere verfasste Webber um die 250 Radioprogramme und Hörspiele. Sie war zudem die Produzentin der Fernsehserie Treasures of Literature. Webber ist bis heute als Schauspielerin und Produzentin im California Artists Radio Theatre tätig, welches sie im Jahr 1984 gründete.
2014 wurde Peggy Webber mit dem Norman Corwin Award for Excellence in Audio Theatre für ihr Lebenswerk ausgezeichnet. Sie war die erste Frau, die diese Auszeichnung erhielt. 

## Filmografie (Auswahl)

### Filme
- 1946: Her Adventurous Night
- 1948: Macbeth – Der Königsmörder (Macbeth)
- 1951: U-Kreuzer Tigerhai (Submarine Command)
- 1956: Der falsche Mann (The Wrong Man)
- 1958: Das Geheimnis des schreienden Schädels (The Screaming Skull)
- 1958: The Space Children

### Fernsehserien
soweit nicht anders erwähnt je eine Folge
- 1952–1970: Polizeibericht (Dragnet; zwölf Folgen)
- 1956: Cheyenne
- 1957: Rauchende Colts (Gunsmoke)
- 1957/1960: Dezernat M (M Squad; zwei Folgen)
- 1959: Josh (Wanted: Dead Or Alive)
- 1962: Am Fuß der blauen Berge (Laramie)
- 1967: Tennisschläger und Kanonen (I Spy)
- 1969: Dr. med. Marcus Welby (Marcus Welby, M.D.)
- 1971/1973: Adam-12 (zwei Folgen)
- 1976: Die Waltons (The Waltons)
- 1977: Notruf California (Emergency!)
- 1982: Quincy (Quincy, M. E.)
- 1983/1984: Die Schlümpfe (The Smurfs; zwei Folgen, Synchronisation)
- 2005: The Inside